# توم داي
توم داي (بالإنجليزية: Tom Day)‏ هو لاعب كرة قدم أمريكية أمريكي، ولد في 20 أغسطس 1935 في واشنطن العاصمة في الولايات المتحدة، وتوفي في 21 أغسطس 2000 في أمهيرست (نيويورك) في الولايات المتحدة.

## وصلات خارجية
- توم داي على موقع مرجع كرة القدم المحترفة.كوم (الإنجليزية)